# ドリアーノ・コルツタム
ドリアーノ・マルフィン・コルツタム（オランダ語: Doriano Marvin Kortstam、1994年7月7日 - ）は、オランダとキュラソーのサッカー選手。キュラソー代表。ポジションはDF。

## クラブ歴
2014-15シーズンにMFKゼムプリーン・ミハロフツェからFKスラヴォイ・トレビショフにレンタル移籍して初出場。
その後、ローダJCに移籍するもトップチームでの出場機会はなかった。2017年初めにアヒレス'29に移籍、2月6日のFCアイントホーフェン戦でエールステ・ディヴィジ初出場。2017-18シーズンからFCアイントホーフェンに加入。

## タイトル

### 代表歴
キュラソー
- カリビアンカップ: 2017